# Implerstraße
Die Implerstraße ist eine Innerortsstraße im Stadtbezirk Sendling (Nr. 6) von München.

## Verlauf
Die Straße verläuft von der Lindwurmstraße, von der sie unmittelbar nach der Unterführung unter der Bahnstrecke München–Rosenheim (Münchner Südring) nach Süden abzweigt, durch den Bezirksteil Sendlinger Feld über den Implerplatz bis zum Resi-Huber-Platz nördlich der Brudermühlstraße, wo sie auf die Thalkirchner Straße trifft und an dieser endet.

## Öffentlicher Verkehr
Die Münchner U-Bahn verläuft auf der ganzen Länge der Straße unter dieser. Sie schwenkt südlich des U-Bahnhofs Poccistraße von der Lindwurmstraße in die Implerstraße ein. Am U-Bahnhof Implerstraße verzweigen sich die U-Bahn-Linien 3, die weiterhin unter der Implerstraße verläuft und an deren Ende der Thalkirchner Straße folgt, und U 6, die unter der Valleystraße zum Harras weiterführt. Zwischen Oberländerstraße und Valleystraße verkehren zudem Omnibusse der MVG mit Anschluss an die U-Bahn. Auch an der Brudermühlstraße besteht Busanschluss.
Vor dem Bau der U-Bahn verlief auf der Implerstraße die Trambahn-Linie 20.

## Namensgeber
Die Straße ist nach dem Ratsherren- und Patriziergeschlecht der Impler (14. Jahrhundert) benannt.

## Charakteristik
Die Straße ist die Hauptachse des dicht bebauten Sendlinger Bezirksteils (Unter-)Sendlinger Feld.

## Gebäude

### Denkmalgeschützte Gebäude

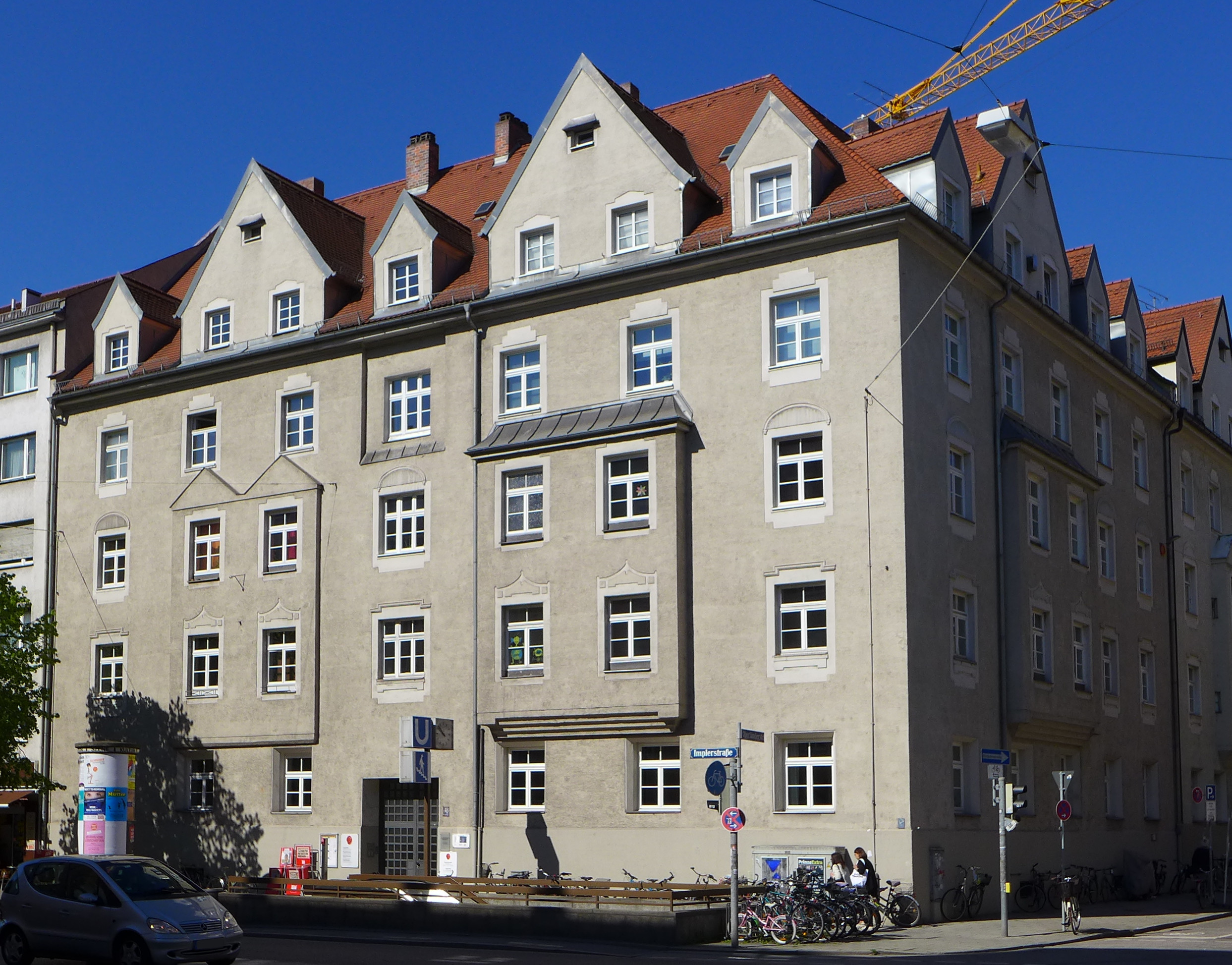
Eckbau zur Oberländerstraße (Nr. 38)

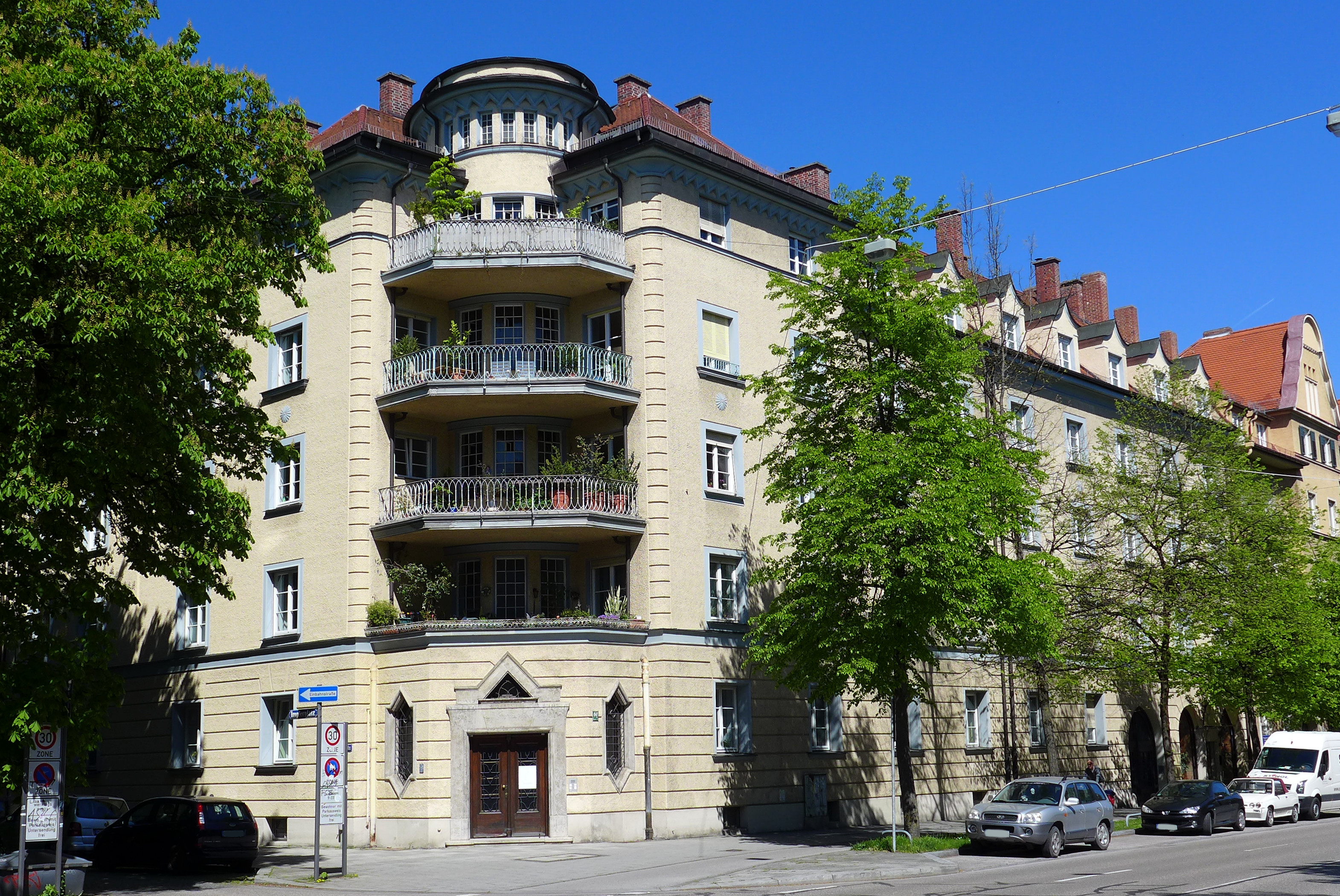
Wohnblock Implerstraße 60

- Siehe Liste der Baudenkmäler in Sendling#I.

### Öffentliche Gebäude

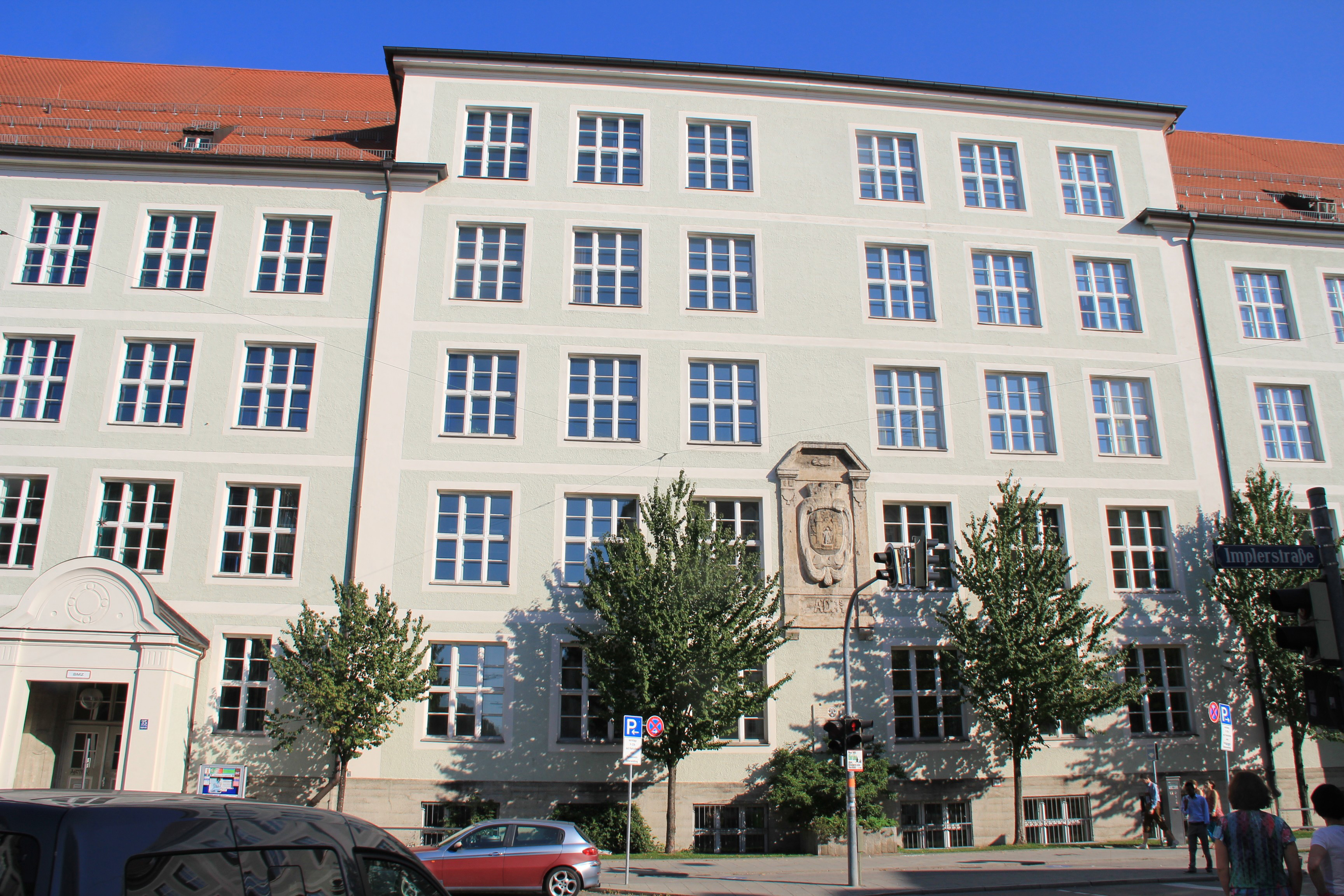
Schule Implerstraße 35

- Schule an der Implerstraße 35, von Hans Grässel

### In der Nähe
- Pfarrkirche St. Korbinian